# Rượu và tình dục
Rượu và tình dục nói đến những ảnh hưởng của việc tiêu thụ rượu lên hành vi tình dục. Ảnh hưởng của rượu cần bằng giữa tác dụng ức chế sinh lý tình dục làm giảm hoạt động tình dục với giải phóng sự kiềm chế tâm lý có thể thúc đẩy ham muốn tình dục.
Rượu là một chất làm dịu nỗi đau. Sau khi uống vào, rượu làm chậm lại quá trình bên trong cơ thể. Thường khi say con người sẽ có cảm giác phấn chấn và sung sướng hơn nhưng cảm giác giận dỗi hoặc phiền muộn cũng có thể xảy đến. Và khả năng thăng bằng, phán đoán và điều phối cũng bị ảnh hưởng. Một trong những tác dụng phụ ngắn hạn có ý nghĩa nhất mà rượu mang lại là giảm đi sự kiềm chế mấy khi. Giảm kiềm chế có thể làm gia tăng việc thực hiện hành vi tình dục.

## Đàn ông
Hành vi tình dục của đàn ông có thể bị chi phối nhiều bởi rượu. Cả tiêu thụ rượu mãn tính và cấp tính được chứng minh trong đa số các nghiên cứu (nhưng không phải tất cả) điều ức chế sản xuất testosterone tại tinh hoàn. Được cho là do sự chuyển hóa rượu đã làm giảm tỷ lệ NAD+/NADH cả ở gan và tinh hoàn; từ khi tổng hợp testosterone đòi hỏi phải cần đến NAD +, làm giảm sản xuất testosterone.
Bởi vì testosterone rất quan trọng cho ham muốn tình dục và hưng phấn thể chất, rượu có xu hướng ảnh hưởng không tốt đến hiệu suất tình dục của nam giới. Các nghiên cứu cho thấy mức độ nhiễm độc rượu ngày càng tăng lên đã làm giảm đi hiệu quả thủ dâm ở nam giới (MME). Điều này được đo bằng cách đo giữa nồng độ cồn trong máu (BAC) với độ trễ xuất tinh. Nhiễm độc rượu có thể làm giảm hưng phấn tình dục, giảm khoái cảm và cường độ cực khoái, và gây khó khăn để đạt đến cực khoái.

## Phụ nữ
Ở phụ nữ, ảnh hưởng của rượu đối với ham muốn tình dục được trình bày trong y văn là hỗn hợp. Một số phụ nữ báo cáo rằng rượu đã giúp làm tăng hưng phấn tình dục và ham muốn, tuy nhiên, một số nghiên cứu cho thấy rượu lại làm giảm sự khơi dậy bản năng tình dục. Một nghiên cứu năm 2016 phát hiện rượu ảnh hưởng tiêu cực đến trải nghiệm tình dục ở cả đàn ông và phụ nữ. Các nghiên cứu đã chỉ ra rằng tiêu thụ rượu ngắn hạn xu hướng làm tăng nồng độ testosterone và estradiol. Vì testosterone kiểm soát phần nào sức mạnh ham muốn ở phụ nữ, đây có thể là nguyên nhân về sinh lý làm tăng hứng thú trong tình dục. Ngoài ra, do trong cơ thể người phụ nữ có tỷ lệ mỡ cao hơn nhưng ít nước hơn, dẫn đến rượu có thể có tác động nhanh hơn, mạnh hơn. Cơ thể phụ nữ mất nhiều thời giờ hơn để chuyển hóa rượu; chính xác hơn là phải mất dài hơn một phần ba để loại bỏ chúng.
Hành vi tình dục ở phụ nữ dưới ảnh hưởng của rượu cũng khác so với nam giới. Các nghiên cứu chỉ ra tăng BAC có liên quan đến độ trễ lâu hơn của cực khoái và  cường độ cực khoái giảm. Trong khi đó một số phụ nữ báo cáo rằng hưng phấn tình dục hơn khi tăng lượng rượu uống vào, cũng như làm tăng cảm giác khoái cảm khi đạt cực khoái. Bởi vì phản ứng xuất tinh là trực quan và có thể dễ dàng đo lường được ở nam giới, thì phản ứng cực khoái phải cần được đo lường một các tinh tế hơn. Trong các nghiên cứu về cực khoái ở nữ giới dưới ảnh hưởng của rượu, độ trễ cực khoái sẽ được đo bằng máy quang đồ âm đạo, chủ yếu để đo thể tích máu âm đạo
Về mặt tâm lý, rượu cũng đóng một vai trò trong hành vi tình dục. Những phụ nữ say rượu tin rằng họ đã bị kích thích tình dục nhiều hơn trước khi uống. Hiệu ứng tâm lý này lại hoàn toàn trái ngược với các tác động sinh lý đo được, nhưng có đề cập đến việc rượu giúp giải phóng ức chế. Thông thường, rượu có thể làm người phụ nữ cảm thấy thư giãn hơn và nếu muốn,sẽ quan hệ tình dục nhiều hơn. Uống rượu cũng có thể gặp ở một số phụ nữ không ưu tình dục.